# Marrubium cephalanthum
Marrubium cephalanthum là một loài thực vật có hoa trong họ Hoa môi. Loài này được Boiss. & Noë mô tả khoa học đầu tiên năm 1859.